# Ágætis byrjun
Ágætis byrjun è il secondo album in studio del gruppo musicale islandese Sigur Rós, pubblicato il 12 giugno 1999 dalla Smekkleysa.

## Descrizione
Il disco è cantato interamente in islandese, eccetto i brani Olsen Olsen e la parte conclusiva di Ágætis byrjun, cantati in Vonlenska, lingua artificiale inventata dal gruppo. Parte della traccia audio di Starálfur è palindroma: rimane esattamente invariata se ascoltata al contrario. La prima canzone registrata per l'album è stata la canzone omonima, che all'inizio non aveva un titolo. Dopo aver ultimato la stesura della canzone, la band la eseguì per gli amici presenti, i quali l'apprezzarono molto e dichiararono che era "un buon inizio", e così l'album e la canzone presero questo nome. I Sigur Rós confezionarono e incollarono in proprio le scatole delle prime stampe di Àgætis Byrjun, con il risultato che molti dei CD furono inutilizzabili a causa della colla colata su di essi. Tutti gli schizzi sulla copertina del disco furono fatti con una penna a sfera Bic.
L'introduzione del disco è una sezione dell'omonimo Àgætis byrjun, ma riprodotto al contrario; Avalon è invece una parte rallentata di Starálfur. Il titolo della settima traccia Viðrar vel til Loftárása deriva da una frase pronunciata da un meteorologo in un programma TV islandese durante la guerra del Kosovo. Il piatto in Ný batterí è uno trovato dal gruppo piegato per strada, probabilmente schiacciato da un'automobile. Il suo suono piacque ai membri del gruppo e scrissero la canzone proprio partendo da questo strumento.
Il brano Svefn-g-englar è stato usato all'interno della colonna sonora del film Vanilla Sky, a cui originariamente doveva prendere anche la title track. Il brano Hjartað hamast (bamm bamm bamm) è stato invece incluso nel film Immortal Ad Vitam di Enki Bilal.

## Tracce
1. Intro – 1:36
2. Svefn-g-englar – 10:04
3. Starálfur – 6:47
4. Flugufrelsarinn – 7:47
5. Ný batterí – 8:11
6. Hjartað hamast (bamm bamm bamm) – 7:11
7. Viðrar vel til loftárása – 10:18
8. Olsen Olsen – 8:03
9. Ágætis byrjun – 7:56
10. Avalon – 4:00

A New Beginning – contenuto bonus nella riedizione del 2019
- CD 2 – Live at Íslenska Óperan, 1999

1. Intro – 3:18
2. Von – 9:32
3. Syndir guðs – 5:30
4. Flugufrelsarinn – 9:07
5. Olsen Olsen – 6:07
6. Agaetis byrjun – 7:34
7. Viðrar vel til Loftarasa – 8:33
8. Svefn-g-englar – 9:28

- CD 3 – Live at Íslenska Óperan, 1999 (Plus Rarities)

1. Ný batterí – 5:59
2. Nyja lagið – 9:48
3. Hafsol – 15:21
4. Hugmynd 1 (Demo 1998) – 6:57
5. Hugmynd 2 (Demo 1998) – 4:01
6. Hugmynd 3 (Demo 1998) – 9:49
7. Debata mandire (Live at Laugardashöll, 1999) – 3:46
8. Rafmagnið buið (From Ný batterí EP, 2000) – 5:51

- CD 4 – Rarities (Alternative Demos and Live Versions of Album Tracks)

1. Svefn-g-englar (Live at Popp í Reykjavík, 1998) – 11:53
2. Staralfur (Original Speed Version) – 6:25
3. Flugufrelsarinn (1998 Demo) – 8:48
4. Ný Batterí (First Mix) – 7:06
5. Hjartað hamast (bamm bamm bamm) (1995 Demo) – 9:13
6. Viðrar vel til Loftarasa (Alternative Ending) – 11:05
7. Olsen Olsen (1998 Demo) – 7:26
8. Ágætis byrjun (1998 Demo) – 7:57

## Formazione
- Jón Þór Birgisson – voce, chitarra
- Georg Hólm – basso
- Kjartan Sveinsson – tastiera
- Ágúst Ævar Gunnarsson – batteria

## Classifiche
| Classifica (2000-19) | Posizione massima |
| -------------------- | ----------------- |
| Belgio (Fiandre)     | 114               |
| Belgio (Vallonia)    | 138               |
| Francia              | 65                |
| Irlanda              | 38                |
| Norvegia             | 17                |
| Regno Unito          | 52                |
| Spagna               | 99                |
| Svizzera             | 80                |